# Dzikie ucho
Dzikie ucho – polski internetowy program rozrywkowy prowadzony przez Annę Szczykutowicz od 2018 w serwisie YouTube.
Głównym założeniem programu jest przedstawienie różnym pokoleniom przeciwległych biegunów popkulturowych (np. dorosłym prezentowana jest współczesna muzyka), dlatego niektóre odcinki polegają na dzieleniu się przez uczestników reakcjami na prezentowane utwory, teledyski bądź występy. W programie przeprowadzane są także quizy sprawdzające znajomość piosenek z różnych lat i wiedzę zawodników o zagadnieniach związanych z kulturą popularną. W niektórych odcinkach występują piosenkarze, którzy podejmują różne wyzwania wokalne.
W programie występują przeważnie reprezentanci różnych grup wiekowych, tj. licealiści, studenci, młodzi dorośli i dorośli. Uczestnikami programu niekiedy są obcokrajowcy. Wśród osób występujących w programie znajdują się m.in. artyści dubbingowi i teatralni (głównie musicalowi), np. Magdalena Wasylik, Maciej Radel, Małgorzata Kozłowska, Martin Fitch, Michał Grobelny, Maria Tyszkiewicz, Karol Osentowski, Krzysztof Szczepaniak, Karol Jankiewicz, Marek Kaliszuk, Joanna Węgrzynowska, Olga Szomańska, Kuba Jurzyk, Jan Traczyk, Piotr Gawron-Jedlikowski, Paweł Góral i Marcin Januszkiewicz. W programie gościnnie pojawili się w także piosenkarze i muzycy, m.in. Edyta Górniak, Margaret, Małgorzata Nakonieczna, Kamil Bijoś i Zuzanna Makowska z zespołu Sound’n’Grace, Sławek Uniatowski, Tomasz Torres, Michał Rudaś, Filip Lato, Kuba Szmajkowski i Katarzyna Sienkiewicz, oraz osobowości medialne: Barbara Kurdej-Szatan, Izabella Krzan, Michalina Sosna, Adam Strycharczuk, Aleksandra Szwed, Błażej Stencel i Agnieszka Dziekan. Uczestnikami programu są także dziennikarze muzyczni, m.in. Agnieszka Szkuta, Sergiusz Królak, Aleksandra Degórska, Dominik Pajewski, Bartosz Sąder i Katarzyna Węsierska. Gościnnie w programie wystąpili również artyści, których twórczości dedykowane były poszczególne odcinki (Justyna Steczkowska i Krzysztof Cugowski).
Za nagranie pt. „Polscy aktorzy dubbingowi dubbingują seriale: »Stranger Things«, »Dom z papieru«, »Wiedźmin«” autorka kanału była nominowana do Grand Video Awards 2021 w kategorii rozrywka i komedia.
Wokaliści występujący w Dzikim uchu na przestrzeni lat nagrali wspólnie covery kilku przebojów, m.in. „Nie pytaj o Polskę” Grzegorza Ciechowskiego, „Ev’ry Night” Mandaryny, „Siłacz” Marcina Rozynka i „Kolorowe sny” grupy Just 5.